# Prasma sorenseni
Prasma sorenseni is een hooiwagen uit de familie Triaenonychidae.